# Величко, Константин Иванович
Константи́н Ива́нович Вели́чко (20 мая [1 июня] 1856, Короча, Курская губерния — 15 мая 1927, Ленинград) — русский и советский военный инженер, заслуженный ординарный профессор Николаевской инженерной академии, инженер-генерал (05.11.1916), один из авторов «ЭСБЕ».

## Биография
Православный. Родился в Курской губернии в дворянской семье. Его отцом был генерал-майор И. И. Величко из рода малороссийских дворян Прилукского уезда Полтавской губернии, а мать Елизавета Григорьевна происходила из курских дворян Золотарёвых. В некоторых публикациях пишут о происхождении К. И. Величко из рода малороссийского казацкого летописца начала XVIII века С. В. Величко (1670—1728), но документальных подтверждений нет. Окончил 2-ю Санкт-Петербургскую военную гимназию и Николаевское инженерное училище (1875). В 1877 году выдержал вступительный экзамен в Николаевскую инженерную академию, но начавшаяся русско-турецкая война побудила его оставить на время академию и отправиться в действующую армию, где он состоял сначала в 1-м саперном батальоне, затем во 2-м военно-телеграфном парке. Участвовал в разработке Твердицкого перевала между г. Еленой с севера и селением Твердицей с юга Балкан.
После окончания войны осенью 1878 года вернулся в инженерную академию, которую окончил в 1881 первым по успеваемости и его имя было занесено на мраморную доску. Был оставлен при академии преподавателем, занимал должность репетитора по фортификации. В 1883 году был командирован за границу в Берлинский университет для слушания лекций и затем в Германию, Францию, Италию, Англию и Бельгию для практического изучения технического производства. C 1890 профессор Николаевской инженерной академии по кафедре фортификации, оставался на этой должности до начала русско-японской войны. В 1892 и 1893 годах полковник Величко работал в крепостях Ковно и Новогеоргиевске, где заведовал сооружением крепостных железных дорог и принимал участие во всех занятиях гарнизонов. С 1893 — член комиссии по вооружению крепостей, с 1895 — управляющий делами этой комиссии. Участвовал также во многих других комиссиях и комитетах. В 1903 году был назначен помощником главного начальника инженеров.

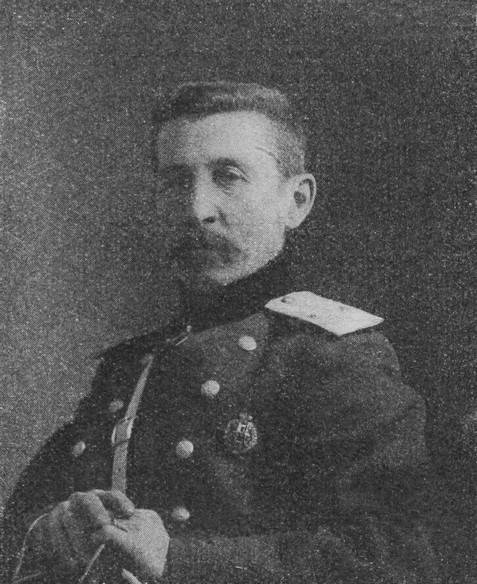
К. И. Величко
Фото из «Военной энциклопедии»

Автор многих научных трудов по фортификации. В своих работах выступал против применения бронебашенных установок в крепостях. Своими трудами Величко много способствовал образованию русской фортификационной школы, отличающейся сочетанием живой силы с прикрывающими мертвыми массами, стремлением достигнуть безопасности артиллерии с помощью маскировки и передвижения орудий, разработкой путей сообщения в крепостях и вообще организацией крепостных сооружений, наиболее соответствующих активной обороне.
С началом русско-японской войны 12 февраля 1904 года был назначен генералом для особых поручений при командующем (позже главнокомандующем) силами на Дальнем Востоке Куропаткине. Исполнял различные поручения его по инженерной части, как, например, разработку проектов укреплений Ляояна, Кавлитцунской позиции на р. Ляохе, Инкоу, Ташичао, Хайчена, Айсандцянской и Ляндясяньской позиции, а также (тотчас после оставления Ляояна) Мукдена, Телина, а после мукденских боёв и Харбина. Генерал-лейтенант (1907). В 1910—1914 состоял председателем редакционного комитета «Военной Энциклопедии» издательства Сытина и редактором, объединяющим все её четыре отдела. Был членом Совета Русского собрания.
Как практикующий военный инженер строитель крепостей он отличался патологической склонностью к сокращению линии фортификационных обводов крепостей (Владивосток, Порт-Артур) в ущерб их обороноспособности, проектируя строительство фортов в более низких местах в виду господствующих высот, которые оставлял не занятыми к большой радости неприятеля. Это сыграло роковую роль в истории крепости Порт-Артур и создало невероятное количество проблем во Владивостоке, где господствующие высоты пришлось занимать полевыми укреплениями уже во время Русско-японской войны 1904—1905 гг.
Несмотря на печальный опыт Порт-Артура, вопреки распространенному заблуждению он не изменил своих взглядов даже после Русско-японской войны 1904—1905 гг., продолжая двигаться в своих проектах в прямо противоположную сторону от генерального направления эволюции фортификационных форм, то есть вместо рассредоточения объектов фортификации на местности продолжал их концентрировать, причем все также в местах, максимально удобно расположенных для обстрела неприятельской артиллерией. Так, во время разработки в комиссии Особого Совещания при Совете Государственной обороны, проекта Николаевской-на-Амуре крепости К. И. Величко в своем особом мнении относительно обороны устья р. Амур у г. Николаевск предложил «вместо изложенной системы обороны в две линии, построить малую крепость на правом берегу Амура и на левом берегу реки Зубаревки, на высоте мыса Алона, насупротив Николаевска, состоящую их 3-х — 4-х фортов, связанных между собою преградою в виде фланкируемых рвов». Комиссия, решившая большинством голосов укрепить устье Амура в две линии, пришла в ярость и «указала, что предлагаемые Генерал-Майором Величко три-четыре форта, расположенные в виду командующих высот, с преградою между ними, охватывают такое незначительное пространство, что оно все простреливается и находится под огнем противника. Только с переходом на правый берег Зубаревки получилось бы достаточное внутреннее и укрытое от взоров пространство (лощина р. Зубаревки), но при этом обвод очень незначителен и совершенно несоразмерен с возможными для настоящего случая живыми силами и средствами». Особое Совещание, сверх того, признало, что без оборонительной линии Чныррах-Таракановка будут затруднительны целесообразные действия Амурской флотилии. В результате мнение К. И. Величко было отвергнуто, однако описание всех предположенных им фортификационных несуразностей вошло в доклад на имя председателя СГО великого князя Николая Николаевича-мл. со всеми пояснениями комиссии. Более того, в докладе было сделано специальное примечание: «По вопросу об усилении Николаевска по окончании занятий комиссии Генерал-Лейтенанта (ныне инженер-генерала) Вернандера представлено дополнение к особому мнению Генерал-Майора Величко». Величко не выгнали с преподавания по военно-инженерному делу даже после этого!
В годы первой мировой войны Величко с 1914 в распоряжении Главнокомандующего армиями Юго-Западного фронта, затем начальник инженеров 11-й армии, осуществлявшей осаду Перемышля. 19 февраля 1915 года «за отличия в делах против неприятеля» награжден орденом Белого Орла с мечами. С 4 марта 1916 — начальник инженеров Юго-Западного фронта. Предложил новую форму инженерного оборудования местности для наступления — «инженерные плацдармы». Впервые такой плацдарм был создан при подготовке брусиловского прорыва. После Февральской революции Величко, заслуженно пользовавшийся крайне высокой репутацией в армии, был 10 мая 1917 назначен на высшую должность полевого инспектора инженерной части в Ставке Верховного главнокомандующего.
В феврале 1918 добровольно вступил в Красную Армию, руководил инженерной обороной Петрограда, с марта 1918 председатель коллегии по инженерной обороне государства при Главном инженерно-техническом управлении РККА, преподавал инженерное дело в Военной академии РККА. С января 1919 — член инженерного комитета ГВИУ. В приказе РВСР № 2731 от 8 дек. 1922 отмечалось, что «громадная работа, проделанная профессором Величко по изучению и использованию опыта мировой войны, дала возможность устранить недочеты прошлых лет при укреплении наших рубежей… Имя профессора Величко останется в истории наряду с самыми крупными именами в области фортификации».
В августе 1920 арестовывался ВЧК по делу Польской военной организации, но отделался, как писали, «легким испугом».
В 1925 был привлечен к суду военного трибунала за «халатное отношение к обязанностям по службе», выразившееся «в неустановлении фактов злоупотреблений» начальником инженеров Петроградского укрепрайона, но был оправдан.
С 1923 — профессор фортификации в Военно-инженерной академии в Ленинграде. Умер от болезни. Похоронен на Никольском кладбище Александро-Невской лавры в семейном захоронении рядом с дядей, генерал-лейтенантом В. Г. Золотарёвым и первой женой Верой Михайловной, надгробие жены не сохранилось (* В мае 2019 г. надгробие восстановлено).

## Награды
- Орден Святого Станислава 3-й степени (1887)
- Орден Святой Анны 3-й степени (1891)
- Орден Святого Станислава 2-й степени (1895)
- Орден Святой Анны 2-й степени (1896)
- Орден Святого Владимира 3-й степени (1903)
- Орден Святого Станислава 1-й степени с мечами (1905)
- Орден Святой Анны 1-й степени с мечами (1905)
- Золотое оружие с надписью «За храбрость» (12.02.1906)
- Орден Святого Владимира 2-й степени (1911)
- Орден Белого орла с мечами (19.02.1915)

## Семья
В первом браке (1879) был женат на Вере Михайловне, урождённой Абросимовой.
Дети:
- Лев Константинович Величко, (1881—1886);
- Маргарита Константиновна Величко (Мультановская), род. 1883;
- Ксения Константиновна Величко (Кирсанова), род. 1888;
- Вера Константиновна Величко (Вебер), род. ок. 1892.

Во втором браке (ок. 1905) был женат на Елизавете Васильевне, урождённой Томас.
Сёстры:
- Маргарита Ивановна Величко;
- Леонилла Ивановна Величко.

## Библиография

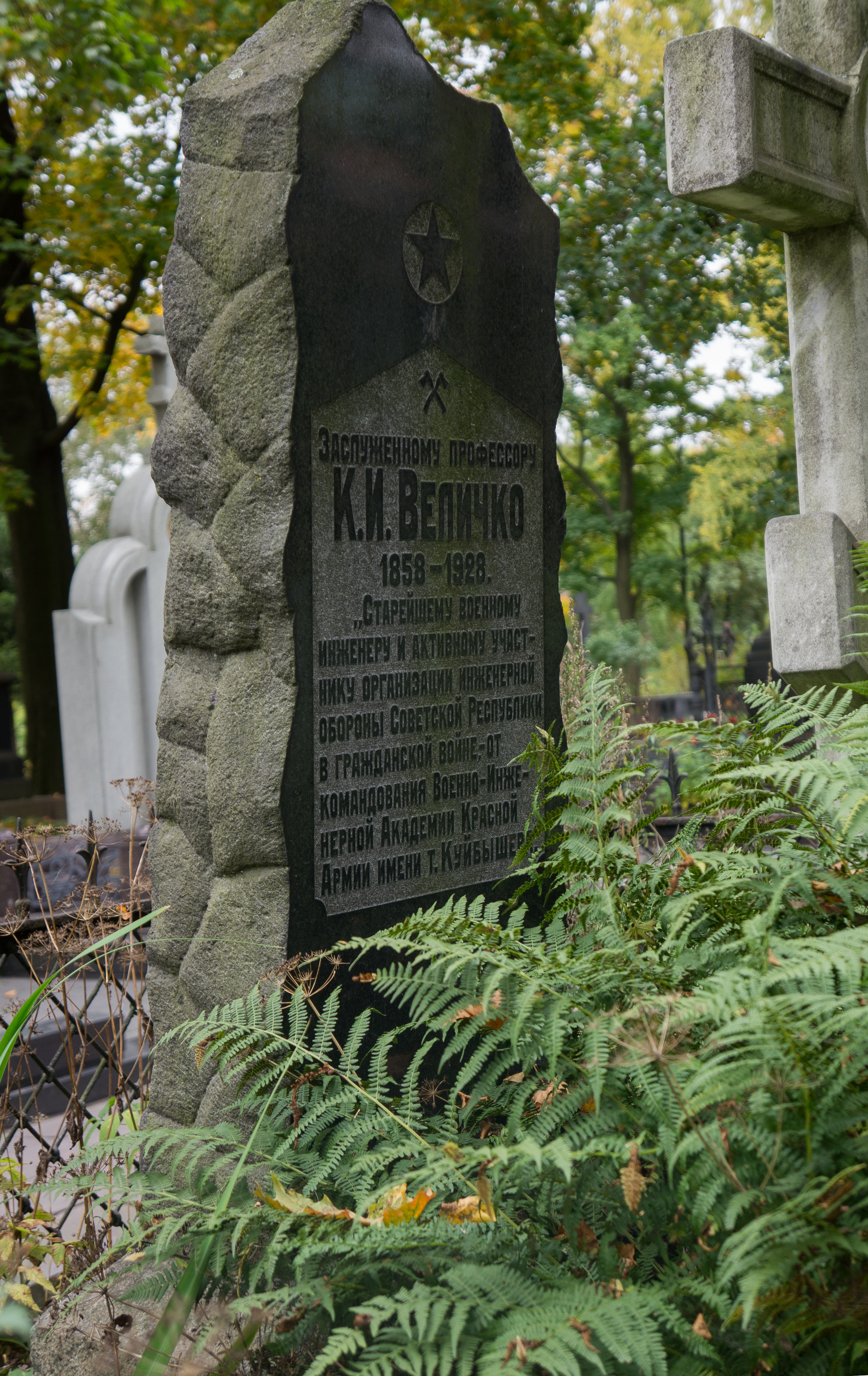
Могила на Никольском кладбище